# Stellar Wind
Stellar Wind (в переводе с английского — «Звёздный ветер») — кодовое название программы слежения за электронными коммуникациями (включая контроль сообщений электронной почты, телефонных разговоров, финансовых операций и интернет-активности), осуществлявшегося АНБ США в период президентства Джорджа Буша-младшего.
О существовании программы сотрудник министерства юстиции США Томас Тамм сообщил журналистам The New York Times Джеймсу Райзену и Эрику Лихтблау. Программа была утверждена президентом Д. Бушем вскоре после терактов 11 сентября 2001 года. Во время президентства Барака Обамы Stellar Wind была заменена на другие технологии сбора оперативных данных на территории США, способные контролировать весь спектр современных телекоммуникаций.
Программа Stellar Wind представляет собой пакет из четырёх программ, которые, используя технологии data mining, вели поиск по обширной базе коммуникаций граждан США, включая сообщения электронной почты, телефонные разговоры, финансовые операции и интернет-активность в целом. В 2012 году на конференции Chaos Communication Congress в Гамбурге, бывший технический сотрудник АНБ Уильям Бинни сообщил о некоторых характеристиках программной архитектуры и эксплуатации Stellar Wind.
Существование программы Stellar Wind породило дискуссии в министерстве юстиции США по поводу законности её применения, так как с её помощью вёлся сбор данных о коммуникациях большого количества американских граждан, а не только тех, на перехват коммуникаций которых были выданы ордера в соответствии с Законом 1978 года.
Во время президентства Буша агенты ФБР дали программе Stellar Wind ироничное прозвище «заказ пиццы», поскольку многие перехваченные этой программой якобы подозрительные сообщения в конечном счёте оказывались, например, заказом еды навынос. По словам главы ФБР Р. Мюллера, приблизительно в 99 % случаев перехват сообщений ничего не дал, но «есть и ещё 1 %, которым мы должны быть обеспокоены». Было создано большое количество отчётов о людях, подозреваемых в террористической деятельности. Один из этих отчетов, в частности, зафиксировал, что бывший губернатор Нью-Йорка Элиот Спитцер пользовался услугами проституток, хотя его не подозревали в причастности к террористической деятельности.
В марте 2012 журнал Wired опубликовал статью Д. Бэмфорда «АНБ строит крупнейший шпионский центр страны (следите, что вы говорите)», посвящёную строительству нового центра перехвата коммуникаций АНБ в штате Юта. В статье отмечается, что бывший сотрудник АНБ Уильям Бинни рассказал в деталях о программе под кодовым названием Stellar Wind, упомянув, в частности, что АНБ имеет специальные тайные комнаты, в которых осуществляется перехват многих коммуникаций, включая спутниковую связь, AT&T и Verizon. В статье Д. Бэмфорда высказывается предположение, что Stellar Wind используется АНБ до сих пор. Этот вывод подтверждается раскрытием информации о существовании комнаты 641A в офисе AT&T в Сан-Франциско, а также информацией, опубликованной Э. Сноуденом.